# Округ Вортон (Тексас)
Округ Вортон (енгл. Wharton County) је округ у америчкој савезној држави Тексас. По попису из 2010. године број становника је 41.280.

## Демографија
Према попису становништва из 2010. у округу је живело 41.280 становника, што је 92 (0,2%) становника више него 2000. године.
| Група             | 2000.          | 2010.          |
| Белци             | 21.832 (53,0%) | 19.681 (47,7%) |
| Афроамериканци    | 6.159 (15,0%)  | 5.817 (14,1%)  |
| Азијати           | 129 (0,3%)     | 160 (0,4%)     |
| Хиспаноамериканци | 12.888 (31,3%) | 15.445 (37,4%) |
| Укупно            | 41.188         | 41.280         |